# Аналгин (група)
„Аналгин“ е рок група от България, създадена през 1999 г. от Звездомир Керемидчиев (вокала на група „Ахат“).
Групата има издадени 3 албума.

## Състав
| Сегашни членове - Звездомир Керемидчиев – вокали (1999 – 2004; 2009– ) - Камен Граховски – китара (2013– ) - Дан Валентино – китара (2016– ) - Георги Кюркчиев – бас (2009– ) - Алекс Лазаров – барабани (2012– ) |  | Предишни членове - Младен Несторов – бас (2000 – 2004) - Иво Иванчев – барабани (2000 – 2004; 2009 – 2012) - Илиян Илиев – китара (2000 – 2004) - Петър Братанов – китара (2011 – 2013) - Стефан Стефанов – китара (2009 – 2016) |

## Албуми
- 7 рани – 7 кръста (2000 г., музикален издател: Полисаунд)
- Re-Nalgin (2002 г., издател: Харбър Айлънд Рекърдс)
- Аналгин (2015 г.)